# Blackout – Morgen ist es zu spät

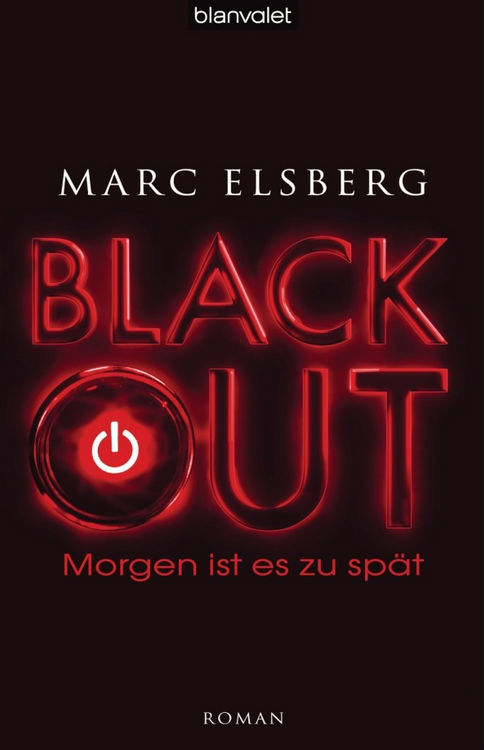
„Blackout“ (Cover, 2012)

Blackout – Morgen ist es zu spät ist der Titel eines im Jahr 2012 veröffentlichten Technik-Thrillers des österreichischen Autors Marc Elsberg. Der in der Gegenwart spielende Roman erzählt über einen Zeitraum von zwei Wochen die katastrophalen Auswirkungen eines großflächigen Stromausfalls in Europa.

## Geschichte
Laut Elsberg sei ihm die Idee zu dem Buch gekommen, als er von der Produktion elektronischer Zahnbürsten erfahren hatte, bei der alle Einzelteile just-in-time angeliefert werden. Dabei sei ihm klar geworden, wie vernetzt die Welt ist. Nach eigenen Angaben begann er 2008, das Buch zu schreiben.
Kurz vor Elsbergs Recherchen entstand im Büro für Technikfolgen-Abschätzung beim Deutschen Bundestag eine großangelegte wissenschaftliche Studie zu Gefährdung und Verletzbarkeit moderner Gesellschaften – am Beispiel eines großräumigen und langandauernden Ausfalls der Stromversorgung.
2012 stellte Jochen Homann, Präsident der Bundesnetzagentur, das Buch vor.
Bis 2019 wurden 1,7 Millionen Exemplare verkauft. Das Werk wurde in 15 Sprachen übersetzt und die Filmrechte verkauft. Auf Englisch erschien der Roman 2017.
Im September 2020 wurde bekanntgegeben, dass der Streaminganbieter Joyn Dreharbeiten zu einer Miniserie auf Basis des Romans gestartet hat. Die Hauptrolle wird von Moritz Bleibtreu gespielt. Die Serie Blackout wurde ab dem 14. Oktober 2021 auf Joyn Plus+ veröffentlicht. Die Erstausstrahlung im TV erfolgte auf ORF 1 vom 19. September bis 3. Oktober 2022.

## Handlung
Tag 0–2:
Der Protagonist Manzano, ein italienischer Informatiker, wird durch den Stromausfall und die dadurch verbundenen Ausfälle von Ampeln in einen Verkehrsunfall verwickelt. Währenddessen versuchen die Netzbetreiber und Energielieferanten, das Stromnetz wieder hochzufahren und zu stabilisieren, was jedoch an ungewöhnlichem Verhalten des Netzes scheitert und schließlich in einem europaweiten Blackout mündet. Durch Nachforschungen an seinem Stromkasten vermutet Manzano Manipulationen an den intelligenten Stromzählern als Ursache des Ausfalls. Manzano geht mit diesen Informationen zur Polizei und zu den Stromfirmen, wird dort jedoch nicht ernst genommen. Er sucht mit seinem Nachbarn dessen Tochter im Urlaub auf, die ihm durch ihre Tätigkeit bei der Europäischen Union einen Kontakt bei Europol vermittelt. Der Ermittler François Bollard bestellt Manzano und die ebenfalls bei der EU arbeitende Sonja Angström nach Den Haag. Auf Wunsch seines Vorgesetzten bindet Bollard Manzano in die Ermittlungen ein, lässt ihn jedoch aus Misstrauen in seinem Hotelzimmer sowie über seinen Laptop überwachen.
Tag 3–4:
Die CNN-Reporterin Shannon reist nach Den Haag, um an Informationen über den Stromausfall zu kommen. Bollard wimmelt sie ab, aber von Manzano erfährt sie von dem Terrorangriff mithilfe des Schadcodes. Währenddessen beginnen Zivilisten, Vorräte zu horten. Da nur noch Bargeld als Zahlungsmittel akzeptiert wird, entsteht großer Andrang auf die Bankfilialen. Um die Situation weiter anzuheizen, sabotieren die Verursacher zahlreiche Strommasten und legen Brände in Schaltwerken. In mehreren Kraftwerken und Schaltstellen werden von Computerviren infizierte SCADA-Systeme bemerkt. Aufgrund von Schwierigkeiten mit der Notstromversorgung gerät das Kernkraftwerk Saint-Laurent in eine immer kritischere Lage, deren Schwere auf der INES-Skala von den Behörden zögerlich schrittweise von 0 auf 4 erhöht wird. Die Bevölkerung von Paris und den umliegenden Ortschaften wird evakuiert.
Tag 5:
Manzano findet heraus, dass die von Problemen betroffenen Kraftwerke und Schaltstellen allesamt Software des (fiktiven) Softwareherstellers Talaefer einsetzen. Unter der Leitung des Kriminalbeamten Jürgen Hartlandt soll ein Ermittlungsteam direkt bei Talaefer die Software nach Schwachstellen untersuchen. Die Urheber des Anschlags wissen offenbar stets über den aktuellen Stand der Ermittlungen Bescheid und wollen Manzano ausschalten. Währenddessen werden in der Bevölkerung die Nahrungs- und Brennstoffvorräte knapp und die Gewaltbereitschaft steigt.
Tag 6:
Bollard bietet Manzano an, sich an den Ermittlungen bei Talaefer zu beteiligen, was dieser annimmt. Nach seiner Abreise aus Den Haag taucht eine E-Mail auf, die ihn verdächtigt, einer der Verschwörer zu sein. Derweil ereignen sich nun auch in den USA großflächige Stromausfälle. Bei Manzanos Ankunft am Talaefer-Firmensitz wird er nicht ins Ermittlungsteam aufgenommen, sondern aufgrund der abgefangenen E-Mail verhört und mit sofortiger Wirkung verhaftet. Bei einem Fluchtversuch wird er angeschossen und in ein Krankenhaus gebracht, in dem die Lage wegen aufgebrauchter Diesel- und Medikamentenvorräte äußerst prekär ist. Er entkommt seinen Bewachern und versteckt sich im Krankenhaus.
Tag 7–8:
Shannon ist Manzano bis ins Krankenhaus gefolgt und gibt sich ihm zu erkennen. Sie geht zum Talaefer-Firmensitz zurück und entwendet dort Manzanos Laptop aus Hartlandts Büro. Auf diesem befinden sich Hinweise auf eine installierte Backdoor-Software. In Spanien hat sich das Militär an die Macht geputscht, worüber sich die Verschwörer freuen. Die Polizei erfährt, dass der Chief Architect von Talaefer in seinem Urlaub auf Bali ermordet wurde und einiges darauf hindeutet, dass er bewusst Schwachstellen in den Programmcode eingeschleust hatte. Shannon und Manzano machen sich auf den Weg nach Brüssel, jedoch wird ihr Mietauto zwischen Düsseldorf und Köln entwendet und sie übernachten in einer verlassenen Hütte. Tags darauf werden sie von zwei Fremden in einem LKW Richtung Aachen mitgenommen, der aber ebenfalls überfallen und gestohlen wird. Zu Fuß in Aachen angekommen, finden sie Asyl in einem Notquartier. In Berlin demonstrieren derweil verzweifelte Menschenmengen vor dem Innenministerium. Die internationalen Krisenstäbe bemerken, dass ihre Kommunikation abgehört und manipuliert wird.
Tag 9:
Bei Schweinfurt werden Verschwörer nach einer Brandstiftung verfolgt und von der GSG 9 gestoppt, wobei zwei Zielpersonen erschossen werden und eine schwer verletzt überlebt. Manzano und Shannon erreichen Brüssel und gelangen durch Angström ins Monitoring and Information Centre (MIC) der EU. Manzano dringt über den dortigen Internetzugang in einen Server ein, den die Verschwörer zur Kommunikation nutzen. Bevor er aber mehr herausfinden kann, wird er zusammen mit Shannon und Angström verhaftet und in ein Gefängnis gebracht.
Tag 10–11
Ein Brand im Gefängnis ermöglicht Shannon, Angström und Manzano die Flucht. Um die tags zuvor entdeckte verdächtige Internetseite weiter zu untersuchen, suchen sie erneut das MIC auf. Auf dem Server der Terroristen findet Manzano eine riesige Menge an Informationen über den Angriff und die daran Beteiligten. Europaweit ist die öffentliche Ordnung zu großen Teilen zusammengebrochen, Gewalt und Schwarzmärkte bestimmen den Alltag. Havarien in zahlreichen Kernkraftwerken und Industrieanlagen haben viele Todesopfer gefordert. Manzano kontaktiert Bollard und reist mit Shannon nach Den Haag.
Tag 12
Bollard erhält Bilder der vermuteten Unterschlupfe der Terroristen in Istanbul und Mexiko-Stadt. Spezialeinheiten stürmen gleichzeitig beide Häuser, wobei es an beiden Orten zu Festnahmen, Toten und Verletzten kommt. Der Verbleib von zwei Terroristen, Pucao und Jusuf, ist ungeklärt. Währenddessen werden die Anzeigefehler in europäischen Kraftwerken mittels eines Softwareupdates behoben, sodass sich das Stromnetz langsam wieder hochfahren lässt.
Tag 13–14
Während der Strom langsam wieder zurückkehrt, diskutieren die Politiker und die zuständigen Ämter über die Folgen, die Dauer und die Kosten der anstehenden Aufräumaktionen. Derweil entdeckt Manzano, dass die Kraftwerkskontrollsysteme immer noch in regelmäßigen Abständen Kontakt mit einem Server der Terroristen aufnehmen, und dass es vermutlich zu erneuten schweren Störungen kommt, wenn diese Kontaktaufnahme während mehr als 48 Stunden fehlschlägt. Gerade als er den entsprechenden Schadcode ausfindig macht, dringt der flüchtige Terrorist Jorge Pucao in das Hotelzimmer ein und nimmt die darin Anwesenden als Geiseln. Er erklärt sein Motiv, wonach die Terroristengruppe durch den Blackout bewusst eine Anarchie und damit einen Ausgleich der gesellschaftlichen Ungleichheiten und Ungerechtigkeiten herbeiführen wollte. Manzano kann ihn daran hindern, die Geiseln umzubringen, wird dabei jedoch verletzt. Mit letzter Kraft sendet er das Signal zum Verhindern eines erneuten Ausfalls an die Kraftwerkskontrollsysteme und bittet Europol zu prüfen, ob es funktioniert hat. Er verliert daraufhin sein Bewusstsein.
Tag 19–23
Bollard wird in Paris bejubelt und von Reportern mit Fragen überhäuft. Manzano und Angström sind inzwischen ein Paar; sie befinden sich auf dem Dach des Doms in Mailand und beobachten eine demonstrierende Menschenmenge, der sie sich darauf anschließen.

## Rezensionen
Für den Deutschlandfunk schrieb Michael Lange, Elsberg mache „eindrucksvoll (...) unsere Abhängigkeit vom elektrischen Strom deutlich“, „schieße aber immer wieder übers Ziel hinaus“, „Superlative erinnern eher an einen Katastrophenfilm aus Hollywood als an die Welt, in der wir leben.“ Lange zufolge entsprächen die beschriebenen Politiker, Journalisten, Techniker und Terroristen „den üblichen Klischees, ohne lebendig zu werden.“ Seine Kritik endet mit dem Satz „Was bleibt, ist eine weitere Verschwörungstheorie.“

## Auszeichnungen
Die Zeitschrift Bild der Wissenschaft kürte das Werk zum „spannendsten Wissensbuch des Jahres“ 2012.
Die englische Ausgabe wurde von der Times im Februar 2017 zum „Crime Book of the month“ gewählt.

## Fortsetzung: Black Hole
Mit Black Hole: Blackout – 10 Jahre danach. Eine Kurzgeschichte erschien 2021 die Fortsetzung von Blackout. Sie handelt von den nachfolgenden Ereignissen. Die Kurzgeschichte wurde zunächst in der Spezialausgabe zu Blackout – Morgen ist es zu spät als Ergänzung veröffentlicht. 2022 erschien die Kurzgeschichte als E-Book und als Hörbuch.

## Hörbücher
- Marc Elsberg: Blackout – Morgen ist es zu spät. Random House Audio, 2012, gekürzte Lesung, gelesen: Steffen Groth, ISBN 978-3-8371-1281-8.
- Marc Elsberg: Blackout – Morgen ist es zu spät. Hörbuch-Download, 2012, ungekürzte Lesung, gelesen: Steffen Groth, ISBN 978-3-8371-1393-8.
- Marc Elsberg: Blackout – Morgen ist es zu spät. Hörbuch-Download, 2012, gekürzte Lesung, gelesen: Steffen Groth, ISBN 978-3-8371-1376-1.
- Marc Elsberg: Black Hole: Blackout - 10 Jahre danach. Hörbuch-Download, 2022, ungekürzte Lesung, gelesen: Dietmar Wunder, ISBN 978-3-8371-6034-5.

## Verfilmung
- Blackout (Fernsehserie, 2021) – Regie: Lancelot von Naso und Oliver Rihs